# Варух
Барух пренасочва насам.  За други значения вижте Барух (пояснение).
Варух (на иврит: בָּרוּךְ) е израилски пророк от VI век пр. Хр.
Варух е роден във високопоставено семейство, негов баща е Нирия, а брат му Сераия е придворен на Седекия, последния цар на Юдея преди нейното завладяване от Нововавилонското царство. Варух е секретар и близък последовател на пророк Иеремия и съставя по неговите думи старозаветната Книга на пророк Иеремия, както и своята собствена Книга на пророк Варуха.[Вар. 1:1 – 14]
Пророк Варух е почитан като светец, като Православната църква отбелязва паметта му на 28 септември.